# Platja de Tazones
La Platja de Tazones està situada en el cor del famós port pesquer de Tazones, a 10 km de Villaviciosa, al Principat d'Astúries. En els seus voltants es troben multitud d'establiments amb la més variada oferta gastronòmica de peixos i mariscs.
Té una longitud de 200 m, accessos rodats i està situada en un entorn urbà. Malgrat això està catalogada com a LIC, i forma part de la Costa oriental d'Astúries.

## Serveis
- Aparcament
- Socorristes[2]

## Petjades de dinosaure
En el pedrer de la platja, a uns 120 metres del panell explicatiu situat a l'entrada del sorral, sobre la superfície d'un estrat gris de la formació Tereñes, accessible en marea baixa, es troben diverses icnites tridàctiles de dinosaures bípedes, algunes de les quals formen un rastre. 480 metres més enllà en la mateixa adreça, en la formació d'origen fluvial Vega, apareix una altra petjada tridàctila de dinosaure.
Partint del costat esquerre de la carretera que va al far, en un penya-segat l'accés del qual està convenientment senyalitzat, hi ha més petjades tridàctiles de dinosaures bípedes i quadrúpedes i una altra d'arrossegament de cua.